# チャイルドマシーン
チャイルドマシーンは、かつて吉本興業で活動していたお笑いコンビ。1995年結成、2004年12月解散。大阪NSC15期生。

## メンバー
樅野 太紀（もみの たいき、1974年10月13日（50歳）- ）
- 岡山県倉敷市出身。血液型O型。
- 解散後は放送作家として活動。トータルテンボスらと「Sausage Butterfly Pasta Festa（ソーセージバタフライパスタフェスタ）」というバンドで活動し、インディーズチャート上位に入るなどの成功を収めていたが、2007年2月解散。
- ミュージックステーションやくりぃむナントカの製作スタッフの一員でもある。

山本 吉貴（やまもと よしたか、1976年4月25日（48歳）- ）
- 京都府京都市出身。血液型B型。
- 現在はピン芸人として活動。ルミネtheよしもとの5じ6じなどでMCを務めたりしている。
- 電気グルーヴの「Nothing's Gonna Change」プロモーションビデオ内での架空の音楽番組J-POP COUNTDOWN内でMC役をしている。

## 略歴
- 大阪時代、先輩のNSC14期生が2丁目劇場のレギュラーに昇格する前にNSC15期生の先陣を切ってレギュラーに昇格した。
- 現在では珍しくなくなった、大阪で大ブレイクを果たす前に東京に進出した初の移籍芸人。その後、次長課長などがこれに続く（なお、大阪でブレイクせず、移籍もしないで東京に進出した先例としてはリットン調査団のケースが存在する）。
- 品川庄司、ダイノジ、チャイルドマシーン、ガレッジセールの4組で「SDCG」というユニットを組んでいたことがある。
- コントに樅野の父が登場することもあり、「チチモメン」の呼称で定着している。
- 2004年12月に解散。最後の舞台となったライブ「7じ9じ」は、それまでのルミネtheよしもと史上最多観客動員数である670人を記録した。

## 芸風
- 樅野が手帳（主に赤）の内容を読み、山本がそれに突っ込みを入れていくものが多いが、コントを披露することもあった。
- 手帳にはネタが書いてある説と、書いていない説がある。樅野本人は「ネタはすべて手帳に書いてある。手帳を持てないネタのときは手の平や手首に書いている」と言っていた。

## 出囃子
- Nothing for me（GOGO JET）
- 天体観測（BUMP OF CHICKEN）
- ほめてよ（TOMOVSKY）

## 出演
- 爆笑オンエアバトル（NHK総合）戦績8勝0敗 最高481KB
  - 第5回チャンピオン大会 ファイナル11位
  - 第6回チャンピオン大会 セミファイナル9位敗退
  - ※初挑戦でトップ通過を果たし、この回は番組史上初の未勝利戦であった（同じ回に麒麟、超新塾、5番6番、チャップメンも初オンエアを果たしている）。
- ワイ!ワイ!ワイ!（ヨシモトファンダンゴTV）※第1期月曜レギュラー
- 虎の門（テレビ朝日）
- フジケン（EXエンタテイメント）※山本のみ
- 笑いの金メダル（テレビ朝日）
- ゼベック・オンライン（TOKYO MX、2004年10月18日）
- クイズ$ミリオネア（フジテレビ）※山本のみ、千原ジュニアのテレフォン係として
- アッパレやってまーす!火曜日（MBSラジオ）※山本のみ
- 赤坂お笑いD・O・J・O（TBSラジオ）※五段を所得

## DVD
- 「ぜろ」（2004年12月22日、YRBE-60019）